# Sisești (gmina w okręgu Mehedinți)
Sisești – gmina w Rumunii, w okręgu Mehedinți. Obejmuje miejscowości Cărămidaru, Ciovârnășani, Cocorova, Crăguești, Noapteșa i Sisești. W 2011 roku liczyła 2959 mieszkańców.